# Katedrális stílus
Katedrális stílus, à la cathédrale: tizenkilencedik századi romantikus kötéstáblákon alkalmazott könyvkötőstílus. A táblát gótikus épületelemek díszítik. Párizsban kezdte alkalmazni Jean Thouvenin. A század második felében rendkívül elterjedt.